# 세계 주거의 날

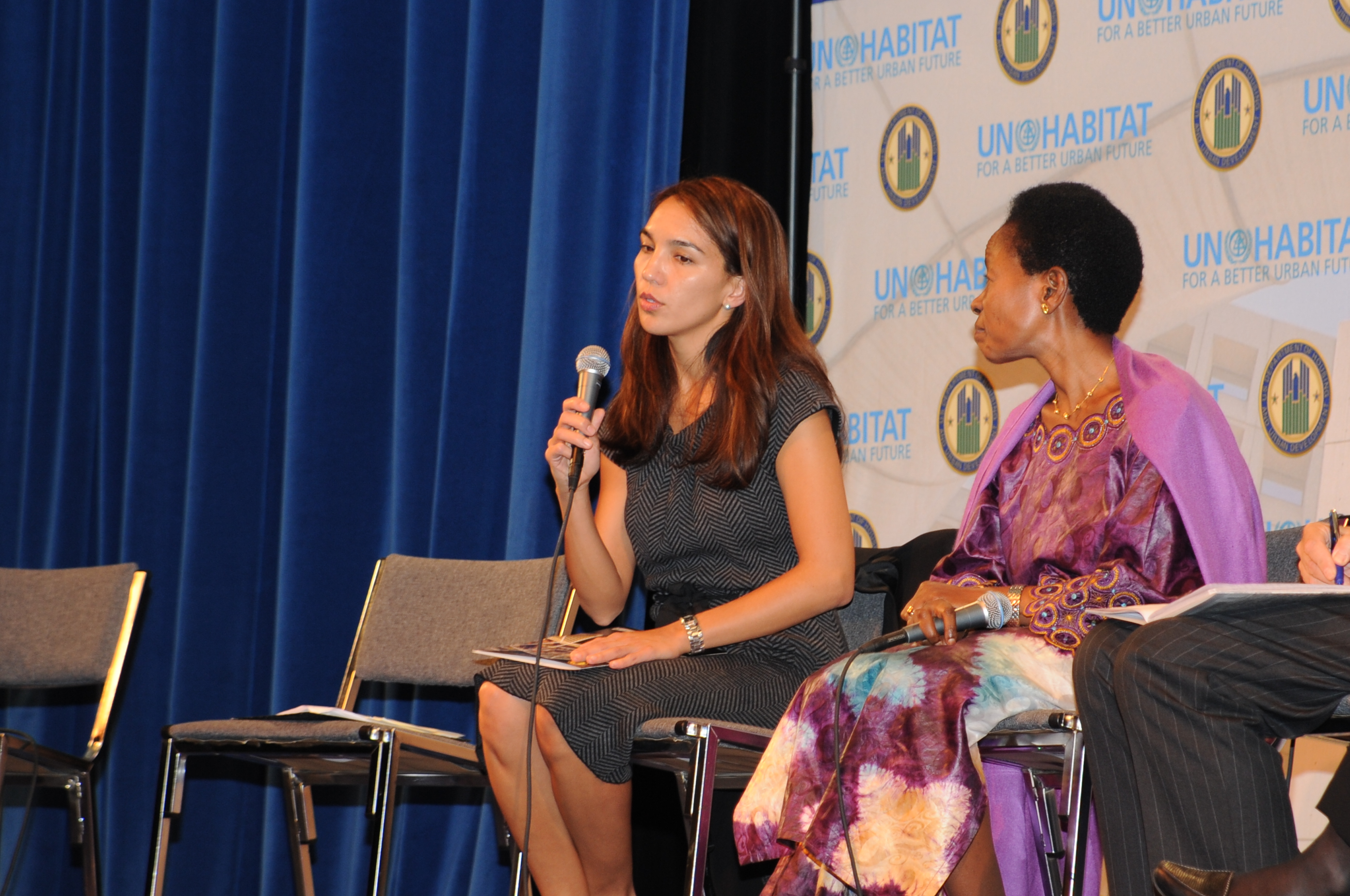
2009년 세계 주거의 날

세계 주거의 날(World Habitat Day)은 매년 10월 첫째 월요일에 기념되며 유엔이 마을과 도시의 현황, 그리고 모든 사람의 적절한 주거에 대한 기본 권리를 되돌아보기 위해 제정했다. 이 날은 또한 모든 사람이 마을과 도시의 미래를 형성할 힘과 책임이 있다는 것을 세상에 상기시키기 위한 목적도 있다. 세계 주거의 날은 1986년 케냐, 나이로비에서 처음 기념되었으며, 그 해에 선택된 주제는 "주거는 나의 권리"였다.
유엔 총회는 이 행사를 연례 행사로 정하고 10월 첫째 월요일을 선택했다. 이 날은 전 세계 많은 나라에서 기념되며, 급격한 도시화의 문제와 그것이 환경 및 인간 빈곤에 미치는 영향을 고찰하기 위해 다양한 활동이 조직된다.
세계 주거의 날의 연례 주제는 다양했으며 "노숙자를 위한 주거", "우리의 이웃", "더 안전한 도시", "도시 정부의 여성", "슬럼 없는 도시", "도시를 위한 물과 위생" 등이 포함되었다.
유엔 해비타트는 도시 스프롤의 무질서한 발달과 그 결과로 야기되는 모든 관련 문제를 피하기 위해 도시 계획의 필요성을 강조한다.
도시는 성장의 엔진이다. 전 세계 농촌 지역의 많은 사람들이 더 나은 삶에 대한 꿈을 실현하기 위해 도시로 이주하기를 갈망한다. 종종 이 꿈은 실현되지 않지만, 사람들은 막연한 더 나은 미래와 번영의 약속 외에는 다른 이유 없이 계속해서 도시로 몰려든다.
잘 계획된 도시는 바로 그것을 가져올 수 있다. 도시는 경제 활동의 중심이 될 수 있으며 도시 문제는 해결되고 현재 및 미래 거주자 모두에게 기회가 계속 제공될 수 있다. 성공한 사람들은 일자리를 얻거나 자신들의 사업을 시작하여 더 많은 고용 기회를 창출한다.
반면에 도시는 소외, 불평등 및 사회적 배제가 만연하는 환경이 될 수도 있다. 적절한 주거에 대한 접근은 이를 방지하는 데 중요한 요소이다.
또 다른 주요 문제는 기후 위기가 계속 발전함에 따라 자연재해가 야기하는 위험이 지속적으로 증가한다는 것이다. 이 위험은 카리브 지역 및 중앙아메리카에서 특히 중요하며, 아이티, 니카라과, 온두라스, 엘살바도르, 볼리비아와 같은 국가들은 더 높은 빈곤 수준을 가지고 있으며 인구 밀도와 다양성 때문에 그들의 도시들이 매우 취약하다.
높은 인구 밀도는 미숙한 건축 기술과 결합되어 적절한 기반 시설, 지역 사회 조직 또는 토지 점유권이 없는 판자촌의 출현을 야기했다. 어떤 종류의 재난이 발생하면 완전한 붕괴는 혼란스러운 상황과 엄청난 인명 손실을 초래할 수 있다.

## 해비타트 명예의 전당
유엔 인간 주거 계획(UN-Habitat)은 1989년에 유엔 해비타트 명예의 전당상(UN-Habitat Scroll of Honour Award)을 제정했다. 이 상은 현재 세계에서 가장 권위 있는 인간 주거 상이다. 그 목적은 주거 제공, 노숙자의 곤경 강조, 분쟁 후 재건축에서의 리더십, 인간 주거 및 도시 생활의 질 개발 및 개선과 같은 다양한 분야에서 뛰어난 기여를 한 이니셔티브를 인정하는 것이다.
이 상은 수상자의 이름과 업적이 새겨진 명판으로, 세계 주거의 날의 세계적인 기념식에서 수상자에게 수여된다.

## 이전 세계 주거의 날
| 연도 | 주제                                                   | 세계적인 기념 장소         | 주최                                                                      |
| ---- | ------------------------------------------------------ | -------------------------- | ------------------------------------------------------------------------- |
| 2024 | 더 나은 도시의 미래를 만들기 위한 청소년 참여          | 케레타로주, 멕시코         | 마우리시오 쿠리 곤살레스, 멕시코 연합 주 케레타로 주지사                  |
| 2023 | 회복력 있는 도시 경제. 성장과 회복의 동인으로서의 도시 | 바쿠, 아제르바이잔         | 아나르 굴리예프, 아제르바이잔 공화국 국가 도시 계획 및 건축 위원회 위원장 |
| 2022 | 격차를 해소하고 아무도, 어떤 장소도 소외되지 않게      | 발리케시르, 튀르키예       | 무라트 쿠룸, 터키 공화국 환경 도시화 및 기후 변화 장관                    |
| 2021 | 탄소 없는 세상을 위한 도시 행동 가속화                 | 야운데, 카메룬             | 셀레스틴 케차 쿠르테, 주택 및 도시 개발 장관                              |
| 2020 | 모두를 위한 주거: 더 나은 도시의 미래                  | 수라바야, 인도네시아       | 바수키 하디물조노, 인도네시아 공공 사업 및 주택부 장관                    |
| 2019 | 폐기물을 부로 전환하는 혁신적인 도구로서의 첨단 기술   | 멕시코 시티, 멕시코        | 마르타 델가도 페랄타, 다자 문제 및 인권 차관 및 UN 해비타트 총회 의장     |
| 2018 | 도시 고형 폐기물 관리                                  | 유엔 나이로비 사무국, 케냐 | 우후루 케냐타, 케냐 대통령                                                |
| 2017 | 주택 정책: 저렴한 주택                                 | 없음                       |                                                                           |
| 2016 | 중심에 있는 주택                                       | 없음                       |                                                                           |
| 2015 | 모두를 위한 공공 공간                                  | 없음                       |                                                                           |
| 2014 | 슬럼가 목소리                                          | 없음                       |                                                                           |
| 2013 | 도시 이동성                                            | 없음                       |                                                                           |
| 2012 | 변화하는 도시, 기회 구축                               | 이슬라마바드, 파키스탄     |                                                                           |
| 2011 | 도시와 기후 변화                                       | 아과스칼리엔테스, 멕시코   |                                                                           |
| 2010 | 더 나은 도시, 더 나은 삶                               | 상하이, 중화인민공화국     |                                                                           |
| 2009 | 도시의 미래 계획                                       | 워싱턴 D.C., 미국          |                                                                           |
| 2008 | 조화로운 도시                                          | 루안다, 앙골라             | 조제 에두아르두 두스 산투스 - 앙골라 대통령                               |
| 2007 | 안전한 도시는 공정한 도시이다                          | 헤이그, 네덜란드           | 빔 데이트만, 헤이그 시장 및 UCLG 의장                                     |
| 2006 | 도시, 희망의 자석                                      | 몬테레이, 멕시코           | 베아트리스 사발라, 사회 개발부 (SEDESOL) 장관, "공공 공간 복구 프로그램"  |
| 2005 | 새천년 개발 목표와 도시                                | 자카르타, 인도네시아       | 수실로 밤방 유도요노 대통령                                               |
| 2004 | 도시 - 농촌 개발의 엔진                                | 나이로비, 케냐             | 므와이 키바키 케냐 대통령                                                 |
| 2003 | 도시를 위한 물과 위생                                  | 리우데자네이루, 브라질     | 세사르 마이아, 리우데자네이루 시장                                        |
| 2002 | 도시 간 협력                                           | 브뤼셀, 벨기에             | HRH 필리프 대공                                                           |
| 2001 | 슬럼 없는 도시                                         | 후쿠오카시, 일본           | 아소 와타루, 후쿠오카 현 지사                                             |
| 2000 | 도시 정부의 여성                                       | 자메이카                   | 세이무어 멀링스, 부총리 및 국토 환경 장관                                 |
| 1999 | 모두를 위한 도시                                       | 다롄시, 중화인민공화국     | 위정성, 중국 건설부 장관                                                  |
| 1998 | 더 안전한 도시                                         | 두바이, 아랍에미리트       | 카심 술탄 알 반나, 아랍에미리트 두바이 시청 국장                          |
| 1997 | 미래 도시                                              | 본, 독일                   | 클라우스 퇴퍼, 독일 지역 계획, 건축 및 도시 개발 연방 장관                |
| 1996 | 도시화, 시민권, 인간 연대                              | 부다페스트, 헝가리         | 헝가리 내무부 장관                                                        |
| 1995 | 우리 이웃                                              | 쿠리치바, 브라질           | 쿠리치바 시장                                                             |
| 1994 | 집과 가족                                              | 다카르, 세네갈             | 압두 디우프, 세네갈 대통령                                                |
| 1993 | 여성과 주거 개발                                       | 뉴욕, 미국                 | 부트로스 부트로스갈리, 유엔 사무총장                                      |
| 1992 | 주거와 지속 가능한 개발                                | 뉴욕, 미국                 | 부트로스 부트로스갈리, 유엔 사무총장                                      |
| 1991 | 주거와 생활 환경                                       | 히로시마시, 일본           | 히로시마 시장                                                             |
| 1990 | 주거와 도시화                                          | 런던, 영국                 | 경 제프리 하우                                                            |
| 1989 | 주거, 건강, 가족                                       | 자카르타, 인도네시아       | 수하르토, 인도네시아 대통령                                               |
| 1988 | 주거와 공동체                                          | 런던, 영국                 | 로버트 런시, 캔터베리 대주교                                              |
| 1987 | 노숙자를 위한 주거                                     | 뉴욕, 미국                 | 하비에르 페레스 데 케야르, 유엔 사무총장                                  |
| 1986 | 주거는 나의 권리                                       | 나이로비, 케냐             |                                                                           |

## 같이 보기
- 세계 주거상